# Lophocolea sylvatica
Lophocolea sylvatica là một loài rêu trong họ Lophocoleaceae. Loài này được Mitt. mô tả khoa học đầu tiên năm 1884.